# Begonia xingyiensis
Espèce
Begonia xingyiensis est une espèce de plantes de la famille des Begoniaceae.
L'espèce fait partie de la section Diploclinium.
Elle a été décrite en 1995 par Tsue Chih Ku (1931-).

## Répartition géographique
Cette espèce est originaire du pays suivant : Chine.